# 血色旗袍
《血色旗袍》（英語：Cheongsam Merah Darah）是一部2024年惊悚恐怖片。本片是黄明励的导演处女作。導演在拍攝該電影時只花了2個星期。